# Hondureño blanco
El término hondureño blanco o personas blancas de Honduras, también llamados coloquialmente como cheles, es un término que se utiliza para denominar aquellos hondureños que son catalogados o se consideran como personas caucásicas. No obstante el término blanco en Honduras puede ser una definición algo ambigua, similar a lo que ocurre en otros países latinoamericanos. Esto se debe a que se le llama chele a toda persona de piel blanca, sea eurodescendiente o de otro origen étnico como en el caso de los árabes, que por lo general en el caso de Honduras mayormente son de ascendencia palestina, esto se aplicaría también a personas mestizas con un aspecto más "caucásico". Por ende las estimaciones de este grupo pueden variar dependiendo el censo.

## Historia

### Época colonial

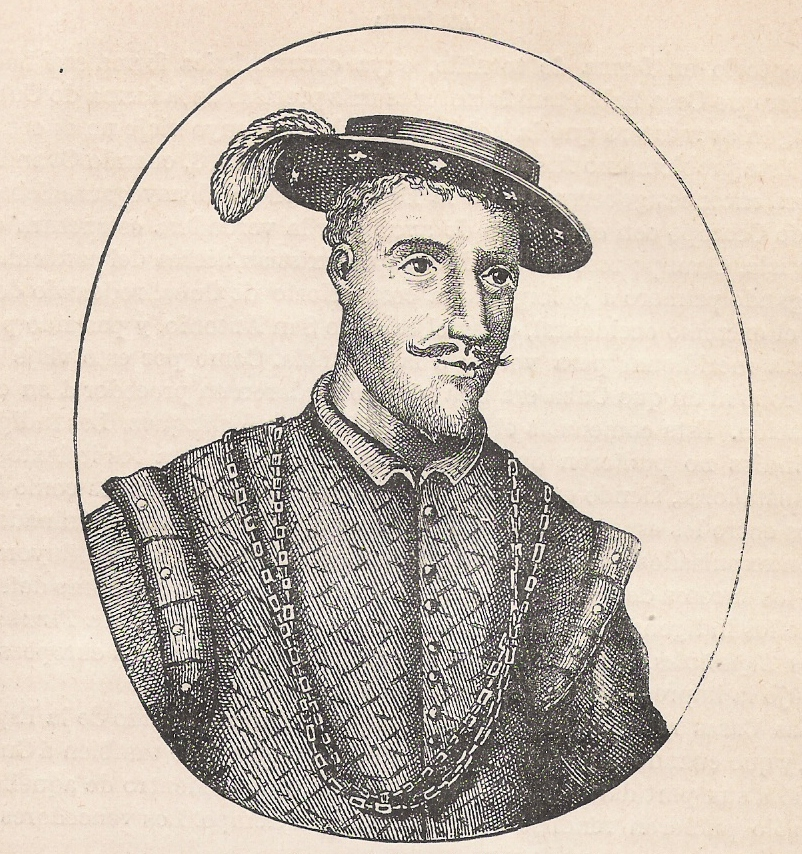
El conquistador Juan de Grijalva, fue uno de los conquistadores de Honduras, junto a Hernán Cortés, Pedro de Alvarado, Cristóbal de Olid, y Alonso de Cáceres.

Cristóbal Colón desembarca en 1502 en las costas de la actual Honduras en punta Caxinas hoy la ciudad de Trujillo, con ello llega el primer registro de personas blancas en suelo hondureño, sin embargo los primeros residentes blancos no llegaron hasta la conquista de Honduras en 1524. Los primeros españoles llegados al territorio que comprende la actual Honduras fueron extremeños y andaluces, los cuales se mezclaron con las etnias indígenas, no obstante una considerable población española pura se establece principalmente en la zona occidental de Honduras, siendo las zonas de mayor concentración de población blanca en la época colonial Santa Bárbara, Copán, y Ocotepeque. Entre las áreas rurales, Santa Bárbara es en la cual más ha perdurado la población blanca hasta el día de hoy.
Durante la época colonial siguió una extensa inmigración española hacia Honduras de otras zonas de la península ibérica tales como Castilla, País Vasco, y Valencia, lo cual hizo incrementar la población blanca durante el resto del siglo XVI y XVII, mucha de ella de origen campesina. Durante esta época se estableció el sistema de castas característico de la América Colonial. Esto hizo que los peninsulares se encargaran de tener los cargos administrativos más importantes y sus hijos nacidos en América tenían ciertos privilegios que otras personas dentro de otras clasificaciones no podían tener.
En el departamento de Islas de la Bahía hay descendientes de colonos británicos que tomaron las islas en el siglo XVIII y quienes establecieron asentamientos en el archipiélago. Estos colonos británicos son de ascendencia inglesa y escocesa, por lo general llegaron motivados bajo la promesa de una mejor calidad de vida en el continente americano y también llenaban la necesidad de la Corona británica de tener asentamientos para reclamar tierras como suyas. Los anglosajones cambiaron su ciudadanía a hondureña tras que el país recuperara el territorio en el siglo XIX y estas se separasen oficialmente del Imperio británico. Los blancos de origen hondureño también descienden de inmigrantes llegados desde Europa y el Medio Oriente a partir de los siglo XIX y XX.

### SiglosXIXyXX

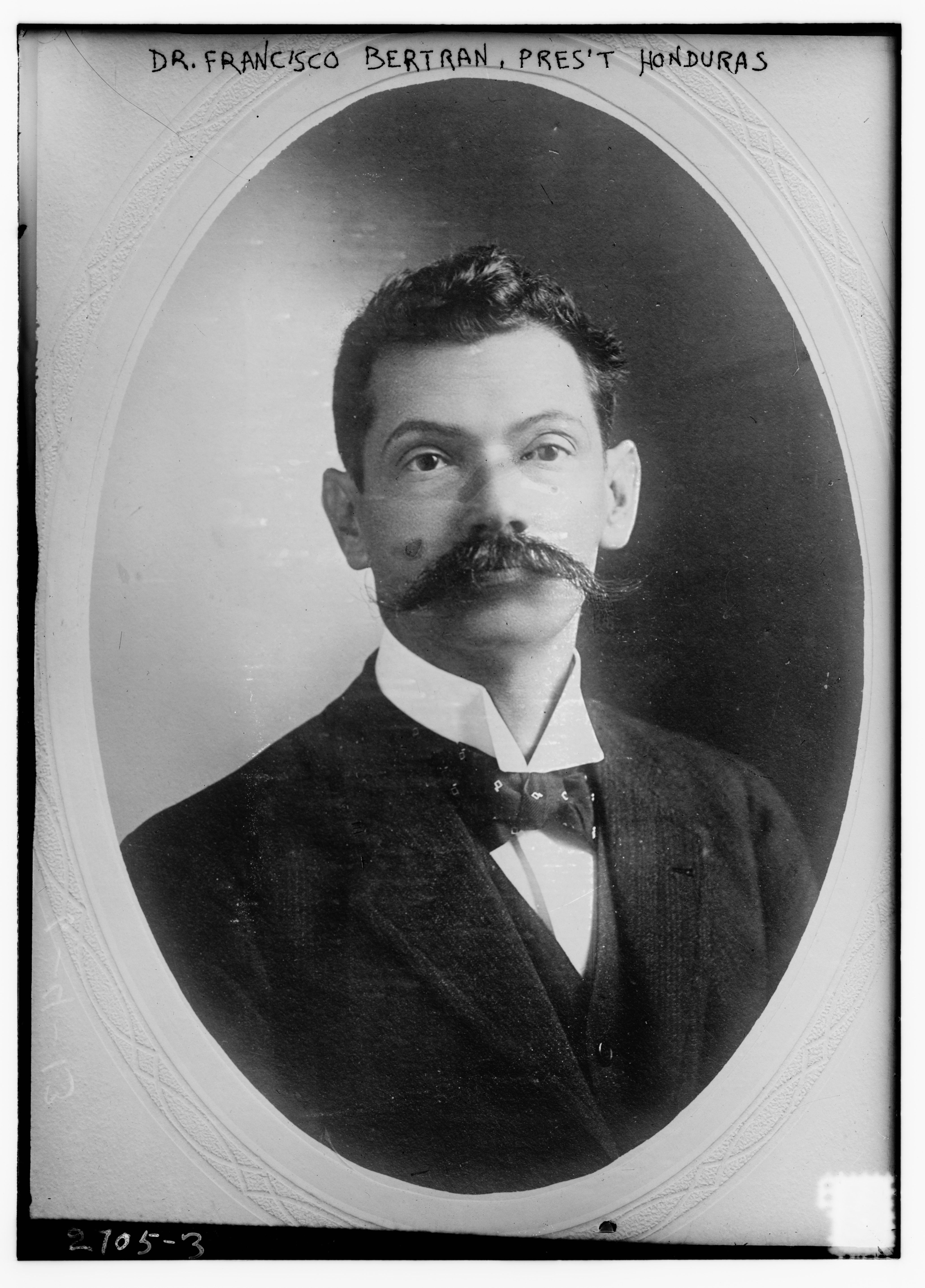
El presidente Francisco Bertrand Barahona, fue un Hondureño Olanchano de ascendencia catalana.

Para 1801 existían unas 1,512 familias españolas en Honduras, por ende los criollos eran alrededor de un 3 % del total de la población, muchas situadas en ciudades como Tegucigalpa, Comayagua, San Pedro Sula, y Santa Rosa. Las elites criollas empezaron a distanciarse de España en el deseo de independizar Centroamérica. Tras la independencia de Centroamérica el personaje más importante de la federación centroamericana fue el general Francisco Morazán Quezada, cuyo abuelo Juan Bautista Morazzani era originario de Córcega y su apellido vendría a ser una castellanización del apellido italiano Morazzani al migrar a Honduras en 1760.
Tras la reforma liberal de 1876 se abrió el país para la entrada de miles de inmigrantes de origen europeo. Las principales migraciones a Honduras fueron de Catalanes, Italianos, Judíos, y Alemanes, y para poco tiempo antes y después del inicio de la Primera Guerra Mundial llega una oleada de personas de Oriente Medio y próximo, mayoritariamente Palestinos, Libaneses, y Sirios. Estos escapando de la crisis política y luego la fragmentación del Imperio Otomano al final de la Primera Guerra Mundial que provocó la repartición del territorio entre Reino Unido y Francia debido tratado de Sykes-Picot, siendo el primer inmigrante árabe en Honduras llegado a finales del siglo XIX. Estos migrantes árabes fueron catalogados como blancos dentro del registro migratorio hondureño, sin embargo en otros países aquellos inmigrantes de países pertenecientes al extinto Imperio Otomano no fueron catalogados como tal, de manera similar como podría ser el caso de los Ítalo-americanos en su mayoría sicilianos que migraron a Estados Unidos. También hubo una migración de franceses en Honduras a inicios del siglo XX de los cuales aun se encentran algunos descendientes, ya que algunos lograron fomar familias en suelo nacional. Muchos de estos franceses llegaron a partir de 1911. Durante la Primera Guerra Mundial y la Segunda Guerra Mundial en Europa, el gobierno de Honduras, dio apoyo y seguridad a los migrantes franceses, cuyas familias estaban en aquellos sitios devastados por las guerras lo cual motivo algunos a mudarse a Centroamérica.
En la década de 1920 apareció la propuesta de un proyecto sobre un nuevo mestizaje, que intentaba provocar la mezcla racial de campesinos e indígenas hondureños con ciudadanos escandinavos, alemanes, franceses e ingleses. este sería el medio para construir una nueva raza de hondureños emprendedores, laboriosos, honrados, físicamente mejor parecidos etc. Muchos de estos extranjeros europeos y de medio oriente se mudaron en la costa norte debido a la alta actividad económica que se concentra en ciudades como San Pedro Sula, Puerto Cortes, Tela, y la Ceiba, además de la oportunidad de incursionar rápidamente en sus negocios. Muchos también se mudaron al centro de Honduras por ser el núcleo político del País y por la industria minera de pueblos como Yuscarán que recibió bastantes emigrantes Italianos. Otro poblado que recibió inmigrantes fue San Juancito gracias a las empresas mineras norteamericanas. Las islas de la bahía es otro de los departamentos con mayor población blanca, que como se dijo anteriormente, estos Hondureños son de ascendencia británica, sin embargo se ha confirmado que más del 40 % de la población solo de la isla de Roatán es de origen extranjero, en su mayoría estadounidenses blancos y franco canadienses.

### Actualidad

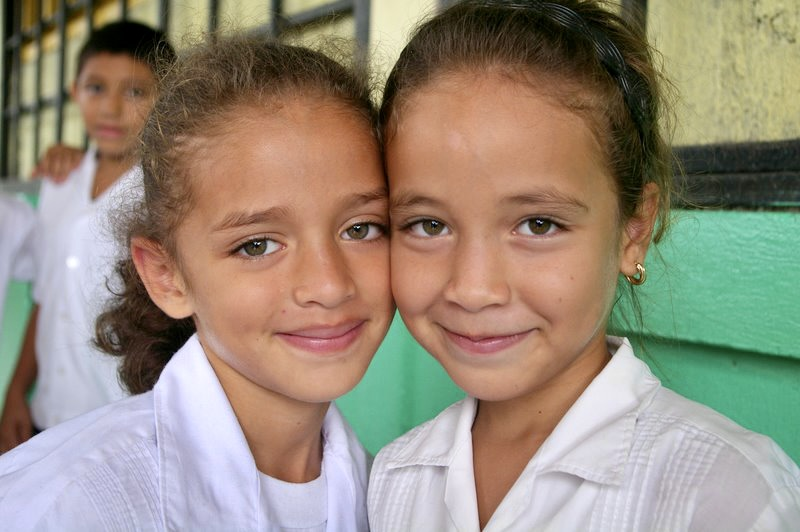
2 chicas en Honduras, 2010

Los blancos son unas de las minorías más representativas de Honduras junto con la negra e indígena. Acorde ciertas encuestas muchos llegan a la conclusión que estos son en su mayoría pertenecientes a la clase media o alta Hondureña. Aunque es verdad que similar a otras naciones de habla hispana se ven muchos los casos donde gente de tonalidad de piel más clara que el promedio casi siempre termina ejerciendo cargos públicos o logran obtener mejores puestos de trabajos, en otros casos son dueños de negocios y empresas de servicios, cadenas alimenticias, o de telecomunicaciones. A través de una encuesta realizada en 2013, un 68 % de los ciudadanos comentó que en Honduras los ricos del país son de tez más clara en comparativa con el resto de la ciudadanía.
Esto daría entender que la mayoría de personas de mayor posición económica e influencia política de Honduras están dentro de la categoría blanca. Históricamente un considerable porcentaje de presidentes de la historia de Honduras, empresarios, y políticos han sido blancos y mestizos, mayormente hijos y nietos de inmigrantes europeos y árabes, o descendientes de familias españolas. Este patrón se puede notar dentro de la sociedad hondureña hasta el día de hoy. Antropólogos explican que es debido al sistema de castas que impuso el imperio español en América este cual dejó una cicatriz en el continente y Honduras no sería excepción, y a fecha de hoy debido a esto en las zonas urbanas se ve una enorme diferencia entre clases debido a la pigmentocracia de la sociedad Hondureña. Estudios encuestan que alrededor del 20 % de la población hondureña es de clase alta y está conformada mayoritariamente por familias de ascendencia palestina, libanésa, italiana, alemána, británica, francésa y asquenazí en diferentes grados de mezcla. Sin embargo también existe una considerable población blanca en Honduras que han sida afectada por la mala situación socioeconómica, siendo mayormente gente de las áreas rurales del país en departamentos tales como Santa Bárbara. Siendo estos mayormente descendientes de colonos españoles y Judíos sefardíes.

## Estadística
En Honduras la población blanca es minoritaria en comparativa con la mayoría de la población mestiza. Las cifras han variado de entre un 1 % a 7 %, debido a que la mayoría de hondureños se identifican como mestizos, independientemente de su categoría étnica. Esto hace más difícil estudiar la cantidad de personas que caben dentro de la categoría blanca en Honduras, y varios estudios han dado diferentes resultados. En uno de los censos han aparecido un total de más de 89 000 personas originarias de Honduras que se identificaron a sí mismos como personas blancas, por lo tanto fiándonos de este censo da una cifra como un 1 % de la población. Otro censo inidica que el número de hondureños blancos supera los más de 210 000 personas a lo largo del país lo que daría un porcentaje del 2.1 % de la población total hondureña siendo considerada como blanca.
Sin embargo, estudios más profundos en un cneso de 2013 sobre la demografía de Honduras revelaron, que la población de personas blancas en el país es ligeramente mayor de lo que se había estimado inicialmente, superando los 600,000 individuos, esta cifra podriadeberse a que se toma en cuenta a las personas descendientes de inmigrantes árabes (principalmente Palestina y libanesa) que superan las 280 000 personas, ítalo-hondureños y sus descendientes, extranjeros viviendo en el país (estadounidenses, latinoamericanos blancos, Europeos, y canadienses), y las personas caucásicas de la zona rural del país que descienden de los colonos españoles de los siglos XVI y XVII. Y también aquellas personas mestizas con un aspecto más caucásico los cuales son catalogados o se identifican así mismas como blancos. Sumando todo esto acorde a las fuentes oficiales nacionales y en los censos realizados en 2013 harían un total de porcentaje de un 7,87 % de personas blancas en total viviendo en Honduras.
En el censo de 2013 se preguntó a los Hondureños encuestados por el grupo étnico del país con el que se autoidentificaban. Los resultados se muestran en la siguiente tabla:
| Grupo             | Total     | %     |
| ----------------- | --------- | ----- |
| Mestizo (a)       | 6 886 470 | 82,93 |
| Blanco (a)        | 653 637   | 7,87  |
| Indígena          | 601 824   | 7,25  |
| Afrohondureño (a) | 61 617    | 0,74  |
| Negro (a)         | 54 178    | 0,65  |
| Otro              | 46 046    | 0,55  |

A continuación se muestra la población blanca de Honduras por departamento, según el Censo de 2013:
| Departamento      | Blancos   | % Blanco |
| ----------------- | --------- | -------- |
| Atlántida         | 23 234    | 5,33     |
| Colón             | 21 414    | 6,91     |
| Comayagua         | 18 108    | 3,67     |
| Copán             | 15 669    | 4,22     |
| Cortés            | 217 790   | 13,94    |
| Choluteca         | 8 983     | 2,05     |
| El Paraíso        | 37 959    | 8,54     |
| Francisco Morazán | 116 115   | 11,01    |
| Gracias a Dios    | 742       | 0,82     |
| Intibucá          | 5 630     | 2,42     |
| Islas de la Bahía | 7 137     | 11,41    |
| La Paz            | 3 169     | 1,59     |
| Lempira           | 4 555     | 1,42     |
| Ocotepeque        | 2 635     | 1,80     |
| Olancho           | 17 668    | 3,39     |
| Santa Bárbara     | 55 069    | 13,07    |
| Valle             | 6 359     | 3,64     |
| Yoro              | 41 400    | 7,26     |
| Honduras          | 1 344 894 | 7,87     |

Como se mencionó con anterioridad, la dificultad de los estudios demográficos en Honduras se debe a que la mayoría de Hondureños blancos no se identifican como euro descendientes, debido a esto casi todos han terminado adoptando y sintiéndose más familiarizados con la identidad mestiza. Aunque es una población pequeña junto con la indígena y la negra, es significativa en varias zonas como pueblos y aldeas, pues Honduras siempre ha sido un país poco poblado, siendo una de las zonas con menos densidad de población desde que formó parte del Virreinato de Nueva España en comparación de otras zonas del Virreinato como el centro y sur de México y Guatemala.

## Galería

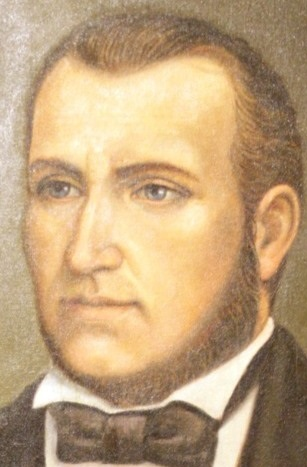
Francisco Morazán Quezada, de ascendencia corso-española
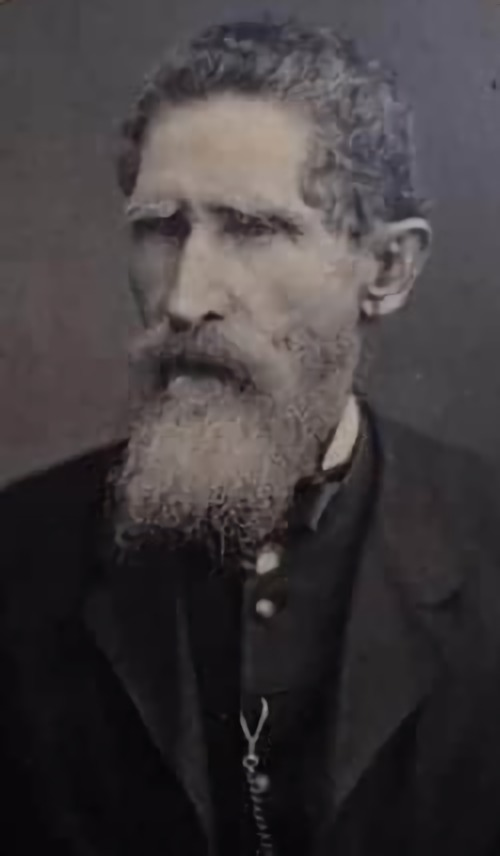
Florencio Xatruch, líder militar de ascendencia catalana.
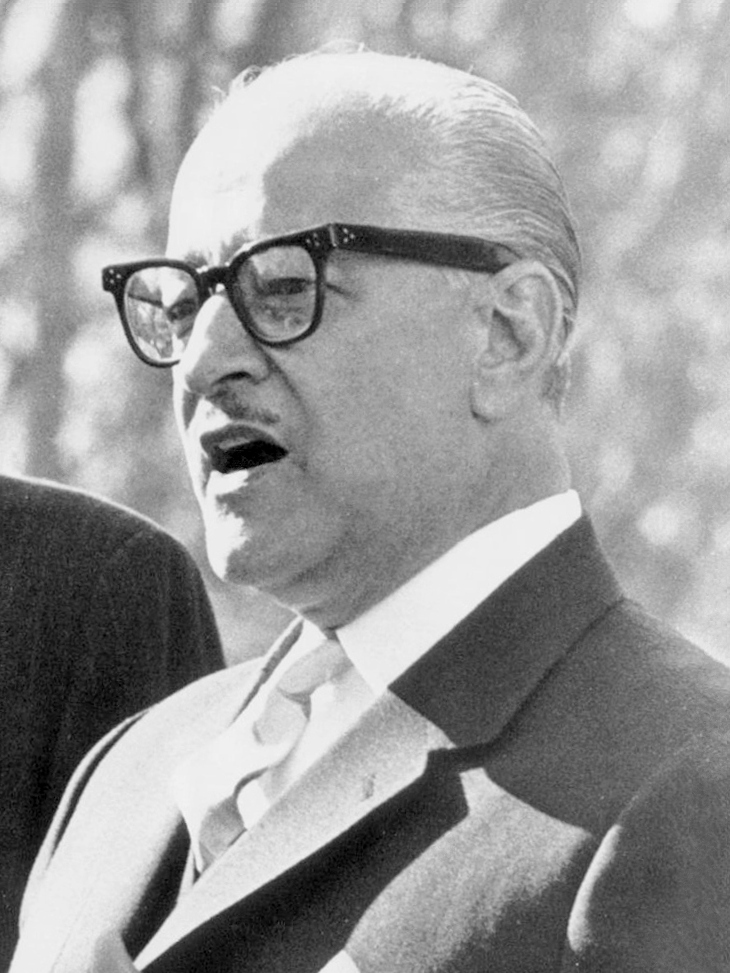
Ramón Villeda Morales. Ex-presidente de Honduras.
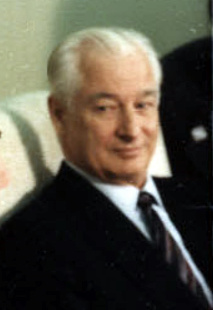
José Simón Azcona del Hoyo. Ex-presidente de Honduras, hijo de inmigrantes españoles.
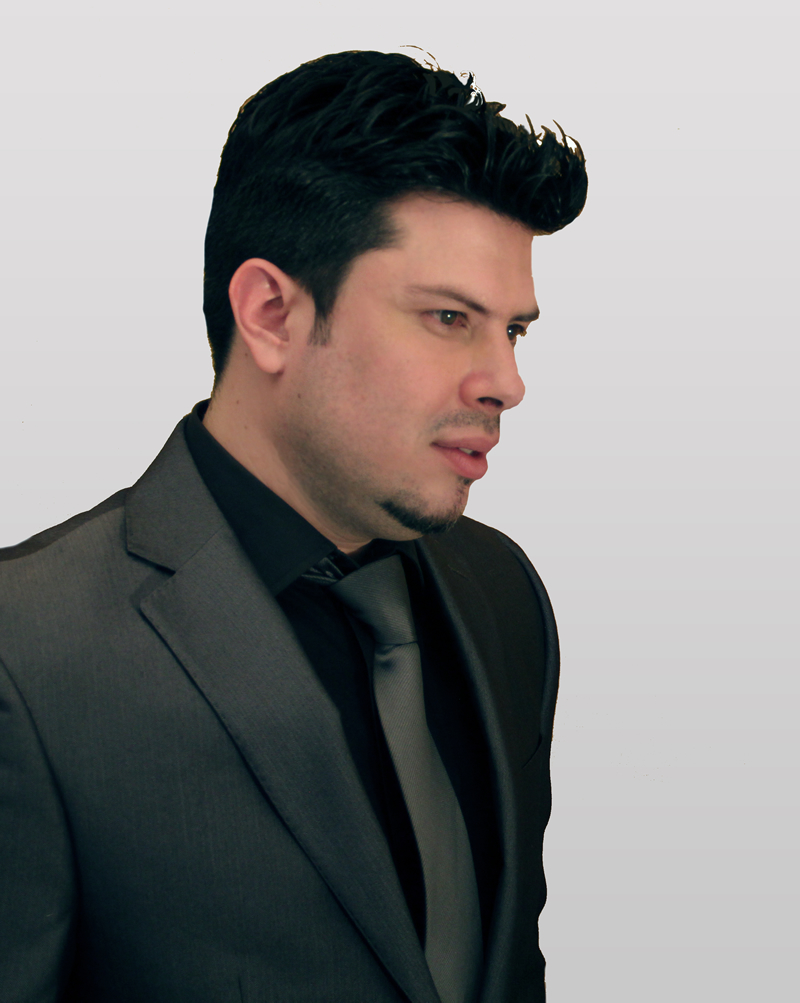
Juan Carlos Fanconi, director de cine de padre suizo y madre blanca.
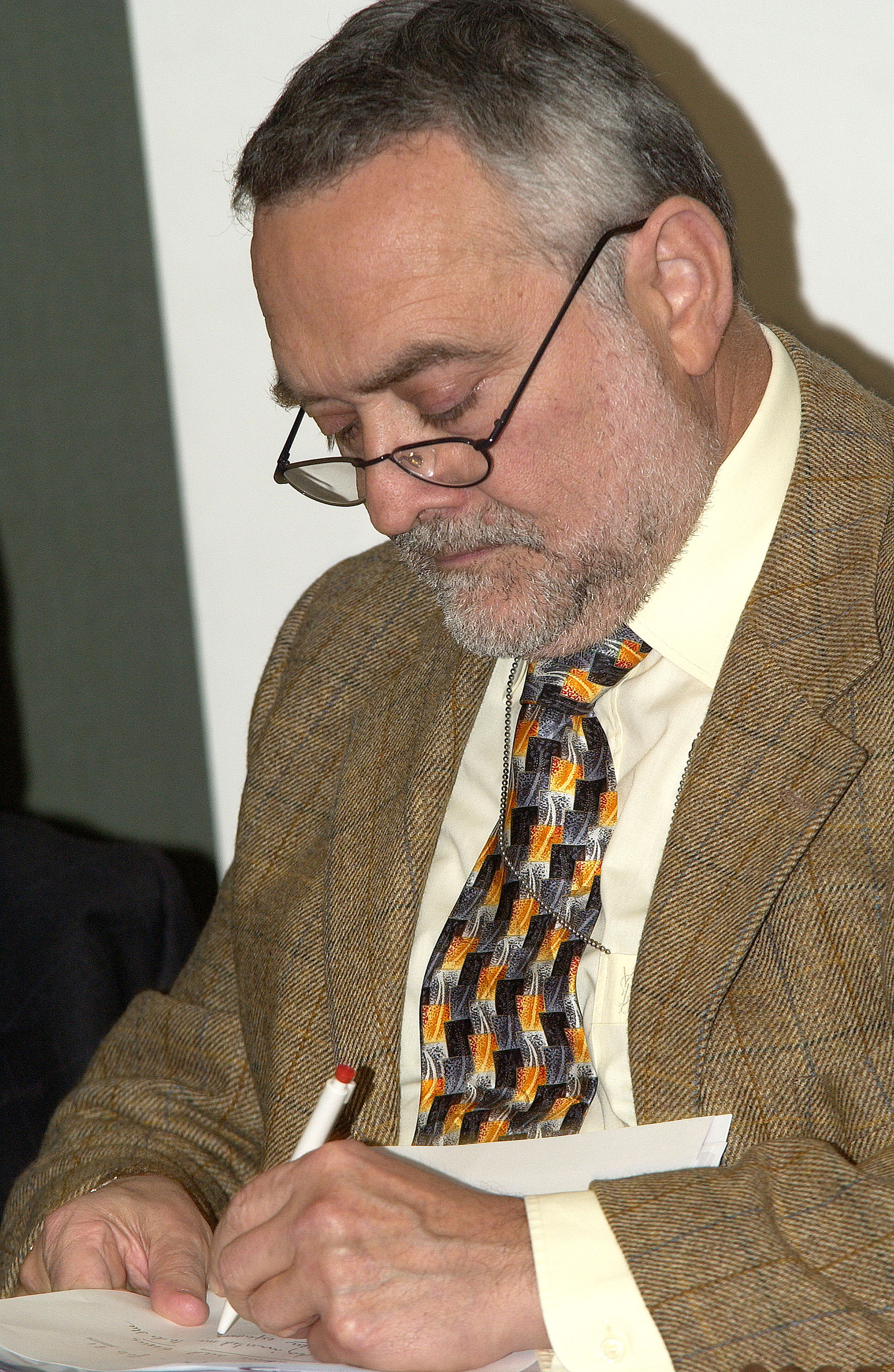
Salvador Moncada. Médico nacido en Tegucigalpa.